# Est modus in rebus
 Est modus in rebus лат. (изговор: ест модус ин ребус). Постоји мјера у стварима. (Хорације)

## Поријекло изрека
Изрекао, у посљедњем вијеку старе ере, Римски лирски пјесник, Хорације.“

## Тумачење
У свему треба пазити да се не пређу одређене границе.(храна,пиће, физичка активност...)